# Giunone e Avos
Giunone e Avos (in russo Юно́на и Аво́сь?, Junona i Avos') è un'opera rock sovietica del compositore Aleksej Rybnikov, su libretto del poeta Andrej Voznesenskij. Ha debuttato, con la regia di Mark Zacharov, le coreografie di Vladimir Vasil'ev e le scenografie di Oleg Šejncis, il 9 luglio 1981 al Teatro Lenkom di Mosca, che a tutt'oggi conserva lo spettacolo nel proprio repertorio. Dal 31 dicembre 1985 Giunone e Avos va in scena anche al teatro Rok-opera di San Pietroburgo.
L'opera è ispirata alla vicenda, realmente accaduta nel 1806, della spedizione in California del russo Nikolaj Rezanov a bordo dei due velieri Junona e Avos, che danno il titolo allo spettacolo.